# La Llacuna
La Llacuna – gmina w Hiszpanii, w prowincji Barcelona, w Katalonii, o powierzchni 52,44 km². W 2011 roku gmina liczyła 928 mieszkańców.